# Censo de los Estados Unidos de 1890
El censo de Estados Unidos de 1890 fue el decimoprimer censo realizado en Estados Unidos. Se llevó a cabo el 2 de junio de 1890 y dio como resultado una población de 62 979 766 habitantes. Este fue el primer censo en utilizar máquinas tabuladoras para realizar las sumatorias.

## Realización
En el censo se recolectaron los siguientes datos de todos los habitantes del país:
- Dirección
- Número de familias por casa
- Número de personas por casa
- Nombre de cada persona
- Informar si combatió en la guerra civil estadounidense en cualquier rama del ejército en cualquiera de los dos bandos, o si es viuda de un combatiente
- Relación con el jefe de familia
- Raza (blanco, negro, mulato, cuarto de negro, octavo de negro, chino, japonés o indio)
- Sexo
- Edad
- Estado marital
- Informar si contrajo matrimonio en el último año
- Informar de cuantos hijos es madre y cuantos de ellos siguen vivos
- Lugar de nacimiento de la persona, de su padre y de su madre
- En caso de ser extranjero, informar sus años de residencia en el país
- Informar si se ha naturalizado
- Informar si le han retirado la ciudadanía
- Profesión, ocupación o rama comercial
- Meses que ha estado desempleado en el último año
- Capacidad para leer y escribir
- Capacidad para hablar inglés. En caso de no hablarlo, informar el idioma que domina
- Informar si ha sufrido alguna enfermedad aguda o crónica, el nombre de la enfermedad y el tiempo de convalecencia
- Informar si es discapacitado de mente, visión, audición o habla. O si está postrado, mutilado o deformado, informando del nombre del defecto
- Informar si es un prisionero, convicto, pobre o niño sin hogar
- Informar si la familia vive en una casa rentada o es dueña de la vivienda. En caso de ser propietarios informar si pagan hipoteca
- Informar si el granjero trabaja en una granja rentada o es dueño de la tierra. En caso de ser propietario, informar si paga hipoteca. En caso de rentar, informar la dirección del dueño

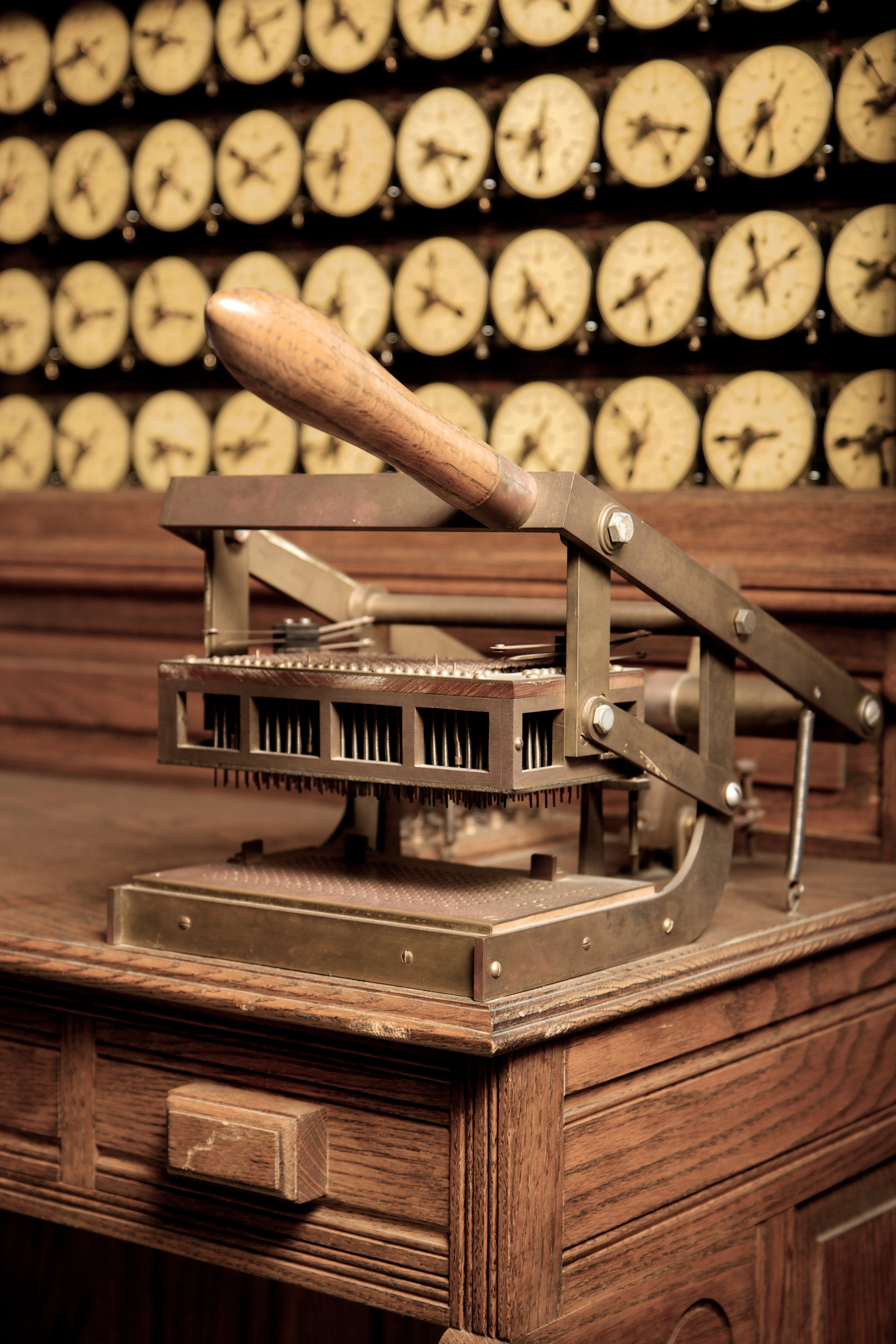
Lector de tarjetas de una máquina tabuladora.

Este fue el primer censo en emplear máquinas tabuladoras para realizar la sumatoria de sus datos. El sistema que se utilizó fue desarrollado por Herman Hollerith como respuesta a la tardanza en el procesamiento de los datos del censo. En el caso del censo realizado en 1880, sus datos no terminaron de contabilizarse hasta 1887, ocho años después de ser recolectados. Para el recuento de los datos del censo de 1890 los censistas anotaron los datos en papel, como se había hecho con los censos anteriores. Posteriormente esos datos fueron transferidos a tarjetas perforadas que eran introducidas en una máquina tabuladora. El conteo se hacía a través de puntas de metal electrificadas. Los huecos de las tarjetas permitían el paso de la electricidad mientras que las zonas no perforadas cortaban el circuito. Con este sistema el censo de 1890 tardó seis años en ser completado, dos años menos que el censo previo a pesar de contar con más preguntas y de censar a más personas.
Como resultado de este censo, el gobierno estadounidense concluyó que había desaparecido el Viejo Oeste, pues ya no se apreciaba ninguna brecha de población entre la costa oriental y occidental del país. Y en consecuencia en los censos posteriores se dejó de recolectar información respecto a los traslados de población hacia el oeste.

## Conservación de los datos
La mayoría de los archivos originales fueron dañados en un incendio ocurrido en el edificio del Departamento de Comercio de los Estados Unidos en 1921. Aproximadamente el 25% de los documentos fueron destruidos y otro 50% resultó dañado por el humo y el agua. Este evento fue una de las causas principales de la creación de los Archivos Nacionales. Los documentos restantes del censo fueron destruidos por orden del Congreso de los Estados Unidos en 1935 tras valorarse que carecían de valor histórico. Solo se conservan los registros de algunas calles de diversas ciudades del país a través de microfilm.

## Resultados
| Posición | Estado               | Población  |
| -------- | -------------------- | ---------- |
| 1        | Nueva York           | 6 003 174  |
| 2        | Pensilvania          | 5 258 113  |
| 3        | Illinois             | 3 826 352  |
| 4        | Ohio                 | 3 672 329  |
| 5        | Misuri               | 2 679 185  |
| 6        | Massachusetts        | 2 238 947  |
| 7        | Texas                | 2 235 527  |
| 8        | Indiana              | 2 192 404  |
| 9        | Míchigan             | 2 093 890  |
| 10       | Iowa                 | 1 912 297  |
| 11       | Kentucky             | 1 858 635  |
| 12       | Georgia              | 1 837 353  |
| 13       | Tennessee            | 1 767 518  |
| 14       | Wisconsin            | 1 693 330  |
| 15       | Virginia             | 1 655 980  |
| 16       | Carolina del Norte   | 1 617 949  |
| 17       | Alabama              | 1 513 401  |
| 18       | Nueva Jersey         | 1 444 933  |
| 19       | Kansas               | 1 428 108  |
| 20       | Minnesota            | 1 310 283  |
| 21       | Misisipi             | 1 289 600  |
| 22       | California           | 1 213 398  |
| 23       | Carolina del Sur     | 1 151 149  |
| 24       | Arkansas             | 1 128 211  |
| 25       | Luisiana             | 1 118 588  |
| 26       | Nebraska             | 1 062 656  |
| 27       | Maryland             | 1 042 390  |
| 28       | Virginia Occidental  | 762 794    |
| 29       | Connecticut          | 746 258    |
| 30       | Maine                | 661 086    |
| 31       | Colorado             | 413 249    |
| 32       | Florida              | 391 422    |
| 33       | Nuevo Hampshire      | 376 530    |
| 34       | Washington           | 357 232    |
| 35       | Dakota del Sur       | 348 600    |
| 36       | Rhode Island         | 345 506    |
| 37       | Vermont              | 332 422    |
| 38       | Oregón               | 317 704    |
| 39       | Oklahoma             | 258 657    |
| 40       | Distrito de Columbia | 230 392    |
| 41       | Utah                 | 210 779    |
| 42       | Dakota del Norte     | 190 983    |
| 43       | Delaware             | 168 493    |
| 44       | Nuevo México         | 160 282    |
| 45       | Montana              | 142 924    |
| 46       | Idaho                | 88 548     |
| 47       | Arizona              | 88 243     |
| 48       | Wyoming              | 60 705     |
| 49       | Nevada               | 47 355     |
| 50       | Alaska               | 33 426     |
| Total    | Total                | 62 979 766 |

## Ciudades más pobladas
| Posición | Ciudad        | Estado               | Población |
| -------- | ------------- | -------------------- | --------- |
| 1        | Nueva York    | Nueva York           | 1 515 301 |
| 2        | Chicago       | Illinois             | 1 099 850 |
| 3        | Filadelfia    | Pensilvania          | 1 046 964 |
| 4        | Brooklyn      | Nueva York           | 806 343   |
| 5        | San Luis      | Misuri               | 451 770   |
| 6        | Boston        | Massachusetts        | 448 477   |
| 7        | Baltimore     | Maryland             | 434 439   |
| 8        | San Francisco | California           | 298 997   |
| 9        | Cincinnati    | Ohio                 | 296 908   |
| 10       | Cleveland     | Ohio                 | 261 353   |
| 11       | Búfalo        | Nueva York           | 255 664   |
| 12       | Nueva Orleans | Luisiana             | 242 039   |
| 13       | Pittsburgh    | Pensilvania          | 238 617   |
| 14       | Washington    | Distrito de Columbia | 230 392   |
| 15       | Detroit       | Míchigan             | 205 876   |
| 16       | Milwaukee     | Wisconsin            | 204 468   |
| 17       | Newark        | Nueva Jersey         | 181 830   |
| 18       | Mineápolis    | Minnesota            | 164 738   |
| 19       | Jersey City   | Nueva Jersey         | 163 003   |
| 20       | Louisville    | Kentucky             | 161 129   |